# Championnat du monde féminin de curling 2010
Navigation
Édition précédente Édition suivante
Le Championnat du monde féminin de curling 2010, trente-deuxième édition des championnats du monde de curling, a eu lieu du 20 au 28 mars 2010 à Swift Current, au Canada. Il est remporté par l'Allemagne.